# Kirschstrasse
Die Schweizer Kirschstrasse ist eine touristische Route entlang von zahlreichen, verschiedenen Brennereien der Kantone Schwyz, Zug, Luzern, Aargau und Basel-Land. Vor allem im Kanton Schwyz und im Kanton Zug ist sie geprägt von voralpinen, hügeligen Seenlandschaften und Kirschbaumkulturen. Weitere zahlreiche Kirschbaumkulturen sind im Seetal, im Fricktal (AG) und im Kanton Basel-Landschaft zu finden.

## Geschichte
Seit der Liberalisierung des Schweizer Kirschmarktes im Jahr 1992 sind sowohl die Kirschen- als auch die Kirschwasserproduzenten unter starkem wirtschaftlichem Druck. Vor dieser Zeit durfte kein Kirsch aus dem Ausland importiert werden. Der Schweizer Kirsch, versehen mit einem eidgenössischen Echtheitszeichen, wurde somit vor Import-Kirschwasser geschützt. Man rechnet, dass alleine im Kanton Schwyz seit der Öffnung des Kirschmarktes zwischen 4000 und 5000 Kirschenbäume verschwunden sind (1992–2006). Ebenso haben einige Brennereien ihren Betrieb geschlossen. Dieser vorauszusehende Strukturwandel führte 1993 dazu, dass die Schwyzer Obstproduzenten- und die Brennerbranche gemeinsam mit der Tourismusbranche eine Interessengemeinschaft bildete und die Kirschstrasse Schwyzerland gründete.
Mit der Übergabe der touristischen Vermarktung der Kirschstrasse an Brunnen Tourismus wurde mangels Geld das Projekt bald wieder eingestellt. Dieser Zustand missfiel einigen Verantwortlichen der Tourismus-, Obst- und Brennerbranche.
Im Auftrage des Kantons Schwyz wurde einem Studenten der Höheren Tourismusfachschule HSW Luzern der Auftrag erteilt, ein leistungswirtschaftliches Marketingkonzept zu erstellen. Drei wichtige Erkenntnisse wurden gewonnen:
1. Destination: Die Kirschstrasse Schwyzerland von Merlischachen nach Brunnen ist aus der Sicht des Auslandgastes zu klein. Je weiter der Gast herkommt, desto grossräumiger denkt er.
2. Der Strukturwandel der Obstproduzenten- und Brennerbranche wird einschneidend fortschreiten. Das Landschaftsbild wird sich verändern, Kirschenbaumkulturen werden verschwinden. Der Region Schwyzerland fehlen inskünftig die finanzielle Kraft und die entsprechenden Produkte, um effizient die Kirschstrasse Schwyzerland zu vermarkten.
3. Die Kirschkultur und ihr ganzes Umfeld muss gepflegt werden.

Aus diesen Überlegungen wurde 1998 die Agentur Kirschstrasse Schweiz gegründet, welche die Hauptkirschenanbaugebiete Schwyz, Zug, Luzern, Aarau, Baselland abdeckt. Die Agentur arbeitet heute eng mit den Obstproduzenten, den Brennereien, Tourismus- und Eventorganisationen zusammen. Sie ist heute mit dem Thema Kirsch auf dramaturgische Inszenierungen spezialisiert.